# Norman Hsu
Norman Yung Yuen Hsu (en en chino, 徐詠芫, n. octubre de 1951) es un promotor de un esquema de pirámide convictor que actuó en la industria textil. Sus actividades empresariales se entrelazaron con su rol como importante recaudador de fondos para el Partido Demócrata de los Estados Unidos. Obtuvo notoriedad cuando se detectaron patrones sospechosos en las contribuciones para la campaña presidencial de Hillary Clinton en 2007. Posteriormente, se descubrió que había sido un fugitivo desde hacía mucho tiempo en relación con una condena de fraude que databa de 1992. Tras entregarse a las autoridades de California en 2007, escapó nuevamente del Estado, aunque fue rápidamente recapturado.
El Departamento de Justicia de los Estados Unidos investigó si Hsu había reembolsado donaciones políticas por asociados y lo acusó formalmente de fraude. El 27 de noviembre de 2007, un gran jurado federal condenó a Hsu bajo cargos de haber violado las leyes federales de financiamiento de campañas y por haber defraudado a inversores "por lo menos con $20 millones."